# District de Patan
Le district de Patan (gujarati : પાટણ જિલ્લો) est un district de l'état du Gujarat en Inde.

## Géographie
Le district a une population de 1 343 734 habitants pour une superficie de 5 792 km2.
Le district de Patan a été créé en 2000, par regroupement de Sami, Harij, Chanasma, Sidhpur et Patan Talukas, territoires de l'ancien District de Mehsana, avec Radhanpur et Santalpur Talukas de l'ancien District de Banaskantha.
Certaines zones bordant le Kutch et par delà voisines du Pakistan, telles Harij et Sami, sont militairement très sensibles et n'abritent pour cette raison aucune population sédentaire.
La capitale du district, Patan, est l'une des anciennes villes du Gujarât : elle était florissante au Moyen Âge, et les romans de K.M. Munshi en donnent une image des plus vivantes.

## Patrimoine
Hormis Patan, qui abrite les sièges administratifs, Modhera est l'autre grande ville touristique du district.
Il subsiste dans ce district près de 150 temples jaïn : ceux de Panchar Parshwanath et Shamla Parasnath sont probablement les plus célèbres.